# Кінний спорт на літніх Олімпійських іграх 1928
Змагання з кінного спорту на літніх Олімпійських іграх 1928 в Амстердамі тривали з 8 до 12 серпня в Гілверсюмі та на Олімпійському стадіоні. В програмі було три види кінного спорту: виїздка, триборство і конкур. Кожен з них поділявся на індивідуальні та командні змагання, тобто загалом розіграно 6 комплектів нагород.

## Медальний залік
| Дисципліни               | Золото | Срібло                                                                                            | Бронза                                                                                                  |
| ------------------------ | --- | ------------------------------------------------------------------------------------------------- | --- |
| Індивідуальна виїздка    | Карл-Фрідріх фон Ланген на Draufgänger (GER)                                                                               | Шарль Маріон на Linon (FRA)                                                                       | Раґнар Ольсон на Günstling (SWE)                                                                        |
| Командна виїздка         | Німеччина (GER) Карл-Фрідріх фон Ланген на Draufgänger Германн Лінкенбах на Gimpel Ойґен Фрайгерр фон Лоцбек на Caracalla  | Швеція (SWE) Раґнар Ольсон на Günstling Янне Лундблад на Blackmar Карл Бунде на Ingo              | Нідерланди (NED) Ян ван Реде на Hans П'єр Верстеґ на His Excellence Ґерард ле Гекс на Valérine          |
| Індивідуальне триборство | Шарль Паю де Мортанж на Marcroix (NED)                                                                                     | Ґерард де Крейфф на Va-T'en (NED)                                                                 | Бруно Нойманн на Ilja (GER)                                                                             |
| Командне триборство      | Нідерланди (NED) Шарль Паю де Мортанж на Marcroix Ґерард де Крейфф на Va-T'en Адольф ван дер Ворт ван Зейп на Silver Piece | Норвегія (NOR) Б'ярт Ордінґ на And Over Артур Квіст на Hidalgo Еуґен Йогансен на Baby             | Польща (POL) Міхал Войсим-Антоневич на Moja Miła Юзеф Тренквальд на Lwi Pazur Кароль Руммель на Doneuse |
| Індивідуальний конкур    | Франтішек Вентура і Eliot (TCH)                                                                                            | П'єр Бертран де Баланда і Papillon (FRA)                                                          | Шарль-Ґюстав Кун і Pepita (SUI)                                                                         |
| Командний конкур         | Іспанія (ESP) Граф Каса Лоха і Zapatazo Маркіз Трухільйос і Zalamero Хуліо Гарсія Фернандес де Лос Ріос і Revistade        | Польща (POL) Казімеж Гзовський і Mylord Казімеж Шосланд і Ali Міхал Войсим-Антоневич і Readgleadt | Швеція (SWE) Карл Гансен і Gerold Карл Б'єрнштерна і Kornett Ернст Гальберґ і Loke                      |

## Країни-учасниці
Змагалися 113 вершників з 20-ти країн:
- Аргентина (3)
- Австрія (3)
- Бельгія (9)
- Болгарія (3)
- Чехословаччина (9)
- Данія (3)
- Фінляндія (1)
- Франція (9)
- Німеччина (8)
- Угорщина (5)
- Італія (5)
- Японія (4)
- Нідерланди (8)
- Норвегія (6)
- Польща (5)
- Португалія (3)
- Іспанія (6)
- Швеція (9)
- Швейцарія (9)
- США (5)

## Таблиця медалей
| Місце               | Країна               | Золото | Срібло | Бронза | Загалом |
| ------------------- | -------------------- | ------ | ------ | ------ | ------- |
| 1                   | Нідерланди (NED)     | 2      | 1      | 1      | 4       |
| 2                   | Німеччина (GER)      | 2      | 0      | 1      | 3       |
| 3                   | Іспанія (ESP)        | 1      | 0      | 0      | 1       |
| 3                   | Чехословаччина (TCH) | 1      | 0      | 0      | 1       |
| 5                   | Франція (FRA)        | 0      | 2      | 0      | 2       |
| 6                   | Швеція (SWE)         | 0      | 1      | 2      | 3       |
| 7                   | Польща (POL)         | 0      | 1      | 1      | 2       |
| 8                   | Норвегія (NOR)       | 0      | 1      | 0      | 1       |
| 9                   | Швейцарія (SUI)      | 0      | 0      | 1      | 1       |
| Загалом (9 збірних) | Загалом (9 збірних)  | 6      | 6      | 6      | 18      |